# Saison 2014 des Brewers de Milwaukee
La saison 2014 des Brewers de Milwaukee est la 46e saison en Ligue majeure de baseball pour cette franchise, sa 45e depuis son installation dans la ville de Milwaukee, et sa 17e depuis son passage de la Ligue américaine à la Ligue nationale.
En 2014, les Brewers passent 159 jours au sommet de la division Centrale de la Ligue nationale, qu'ils mènent du 5 avril au 31 août, détenant même une avance de 6 parties et demie sur leurs poursuivants lorsque s'amorce juillet. Mais la seconde portion du calendrier est pénible pour le club de Milwaukee, qui arrive en fin de parcours à peine au-dessus du seuil de respectabilité, avec 82 victoires et 80 défaites. Les Brewers prennent le 3e rang de la division, à 8 victoires des meneurs et 6 d'une qualification en séries éliminatoires, qu'ils ratent pour la 3e année de suite. Avec tout de même 8 matchs gagnés de plus qu'en 2013, les Brewers ont une première saison gagnante depuis 2012.

## Contexte
Les Brewers encaissent en 2013 neuf défaites de plus que la saison précédente pour terminer au 4e rang sur 5 équipes dans la division Centrale de la Ligue nationale avec 74 victoires contre 88 revers. Meilleur de l'équipe durant cette saison à oublier, Carlos Gómez est candidat au titre de joueur par excellence de la ligue et ses performances défensives sont récompensées par un Gant doré et un prix Fielding Bible au poste de voltigeur de centre.

## Intersaison

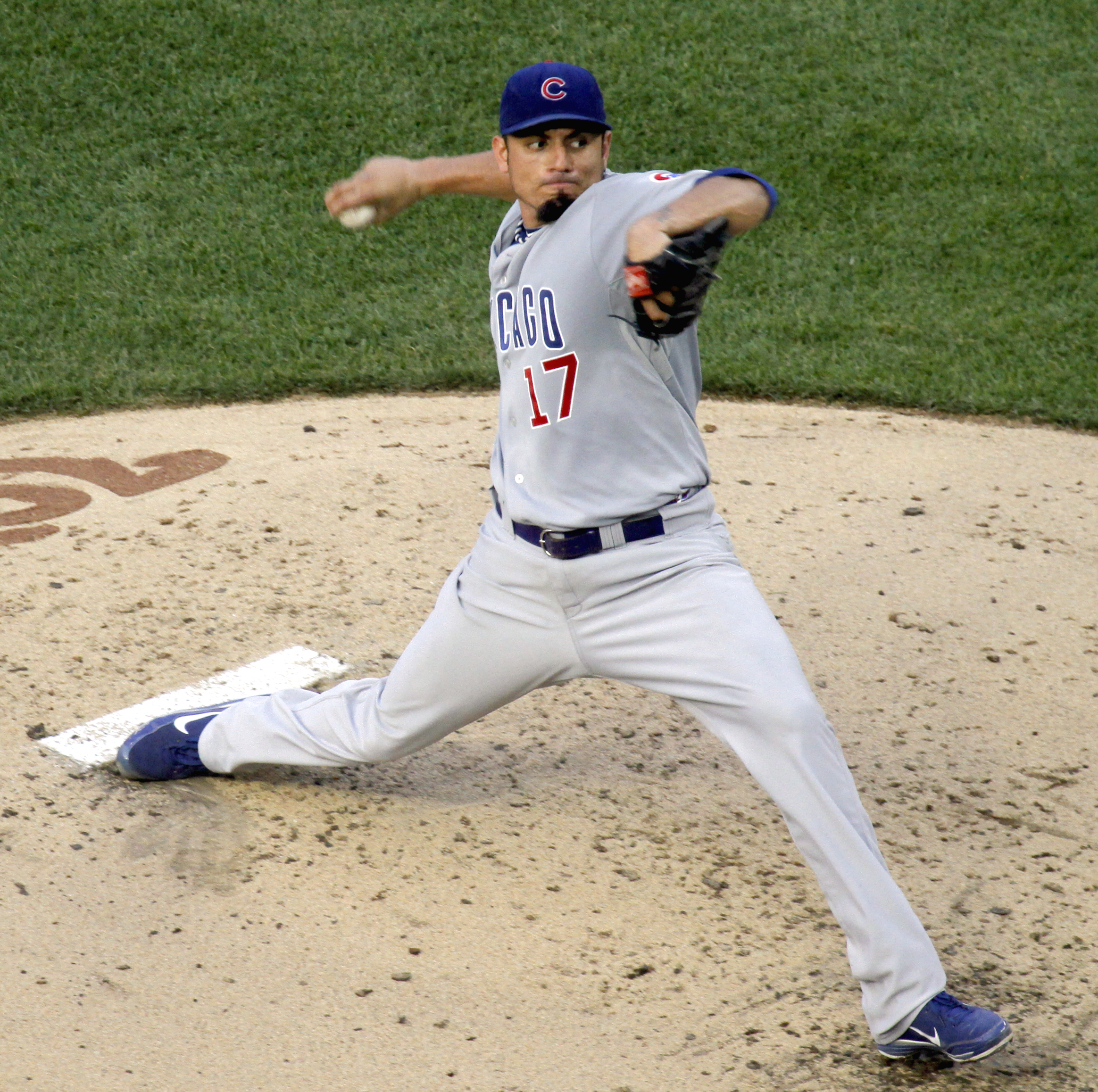
Matt Garza signe un contrat de quatre ans avec les Brewers.

Le voltigeur étoile Ryan Braun, joueur par excellence de la Ligue nationale en 2011, est réintégré dans l'effectif après avoir purgé une suspension pour dopage de 65 matchs, annoncée en juillet 2013. Son retour sur le terrain est prévu pour le match d'ouverture des Brewers.
Le 22 décembre 2013, Milwaukee échange le lanceur droitier Burke Badenhop aux Red Sox de Boston contre Luis Ortega, un lanceur gaucher des ligues mineures. Le 5 décembre suivant, les Brewers transfèrent le voltigeur Norichika Aoki aux Royals de Kansas City pour obtenir le lanceur de relève gaucher Will Smith.
Les Brewers perdent le joueur de premier but Corey Hart qui, blessé, n'a pas joué depuis 2012. Devenu agent libre, Hart rejoint les Mariners de Seattle. Pour tenter de pallier ce départ, les Brewers offrent un contrat des ligues mineures à un ancien de l'équipe, le vétéran premier but Lyle Overbay, qui vient de passer une saison comme titulaire à ce poste chez les Yankees de New York.
Milwaukee offre aussi des contrats des ligues mineures à Irving Falu, joueur de deuxième but qui arrive de Kansas City et au lanceur gaucher Zach Duke. Au ballottage, ils réclament des Dodgers de Los Angeles le joueur d'utilité Elian Herrera. Ils perdent le joueur de champ intérieur Yuniesky Betancourt qui, agent libre après un an à jouer principalement au premier but pour Milwaukee, décide de poursuivre sa carrière au Japon.
La grosse prise de l'hiver pour les Brewers est le lanceur partant droitier Matt Garza. Échangé aux Rangers du Texas en juillet 2013 alors qu'il complétait sa 3e et dernière saison chez les Cubs de Chicago, le joueur autonome rejoint Milwaukee le 26 janvier 2014 sur un contrat de 4 saisons.

## Calendrier pré-saison
L'entraînement de printemps 2014 des Brewers se déroule du 27 février au 29 mars.

## Saison régulière
La saison régulière de 162 matchs des Brewers débute le 31 mars avec la visite des Braves d'Atlanta et se termine le 28 septembre suivant.

### Classement
| Ligue nationale (Division Centrale) | V  | D  | %    | Diff. | Diff. (séries) |
| ----------------------------------- | -- | -- | ---- | ----- | -------------- |
| Cardinals de Saint-Louis            | 90 | 72 | ,556 | -     | -              |
| Pirates de Pittsburgh               | 88 | 74 | ,543 | 2     | -              |
| Brewers de Milwaukee                | 82 | 80 | ,506 | 8     | 6              |
| Reds de Cincinnati                  | 76 | 86 | ,469 | 14    | 12             |
| Cubs de Chicago                     | 73 | 89 | ,451 | 17    | 15             |

### Avril
22 avril : Martín Maldonado et Carlos Gómez, des Brewers, sont respectivement suspendus pour 5 et 3 matchs après une bagarre survenue deux jours plus tôt dans un match contre les Pirates de Pittsburgh. Pour ces derniers, Travis Snider est suspendu deux matchs et Russell Martin pour un.

### Juin
- 27 juin : Victorieux des Rockies du Colorado à leur 82e match de la saison, les Brewers deviennent la première équipe du baseball majeur à atteindre les 50 victoires en 2014[20]. Le lendemain, les A's d'Oakland de la Ligue américaine atteignent aussi les 50 succès, mais en ayant joué deux matchs de moins[21].

### Juillet
- 15 juillet : Les Brewers envoient 4 joueurs au match des étoiles (Aramis Ramírez, Carlos Gómez, Francisco Rodríguez et Jonathan Lucroy), le plus grand total de la Ligue nationale en 2014 et la deuxième délégation la plus imposante derrière les 6 représentants des A's d'Oakland de la Ligue américaine[22].

### Septembre
- 11 septembre : La vedette Giancarlo Stanton, des Marlins de Miami, est atteint au visage par une balle rapide lancée à 142 km/h par Mike Fiers, des Brewers[23]. Stanton est hospitalisé à Milwaukee pour des fractures au visage et de multiples lacérations[24].
- 25 septembre : Les Brewers, qui ont mené la division Centrale du 5 avril au 31 août[1], perdent à Cincinnati et sont officiellement éliminés de la course aux séries éliminatoires[25].